# Kaćun
Kaćun (lat. Orchis), rod trajnica iz porodice kaćunovki ili orhideja (Orchidaceae). Latinsko ime roda dolazi iz grčke riječi za testise, zbog oblika njegovih gomolja, pa je u hrvatskom poznat i kao mudavac i jaja pasja.
Rod, s blizu 60 vrsta, raširen je po velikom dijelu Europe, sjeverozapadnoj Africi i Kini (Xinjiang i Tibet). U Hrvatskoj je zabilježeno više vrsta i podvrsta, među kojima: talijanski kaćun, muški kaćun, kacigasti kaćun, finobodljasti kaćun, grimizni kaćun, četverotočkasti kaćun, majmunov kaćun, kratkoostrugasti kaćun.
Neke vrste danas se vode pod rod Anacamptis ili vratiželjka, to su: kožasti kaćun (A. coriophora), rahlocvjetni kaćun (A. laxiflora), mali kaćun (A. morio), leptirasti kaćun (A. papilionacea); i Neotinea: mliječni kaćun (Neotinea lactea), trozubi kaćun  (N. tridentata), crnocrveni kaćun (N. ustulata)

## Vrste
1. Orchis adenocheila Czerniak.
2. Orchis × algeriensis B.Baumann & H.Baumann
3. Orchis anatolica Boiss.
4. Orchis × angusticruris Franch.
5. Orchis anthropophora (L.) All.
6. Orchis × apollinaris W.Rossi, Ard., Cianchi & Bullini
7. Orchis × aurunca W.Rossi & Minut.
8. Orchis × bergonii Nanteuil
9. Orchis × beyrichii (Rchb.f.) A.Kern.
10. Orchis × bispurium (G.Keller) H.Kretzschmar, Eccarius & H.Dietr.
11. Orchis × bivonae Tod.
12. Orchis brancifortii Biv.
13. Orchis × buelii Wildh.
14. Orchis × caesii De Angelis & Fumanti
15. Orchis × calliantha Renz & Taubenheim
16. Orchis × chabalensis B.Baumann, H.Baumann, R.Lorenz & Ruedi Peter
17. Orchis × colemanii Cortesi
18. Orchis deutrodelamainii J.M.H.Shaw
19. Orchis × fallax (De Not.) Willk.
20. Orchis × fitzii Hautz.
21. Orchis galilaea (Bornm. & M.Schulze) Schltr.
22. Orchis × hybrida (Lindl.) Boenn. ex Rchb.
23. Orchis italica Poir., talijanski kaćun
24. Orchis × klopfensteiniae P.Delforge
25. Orchis × kretzschmariorum B.Baumann & H.Baumann
26. Orchis laeta Steinh.
27. Orchis × ligustica Ruppert
28. Orchis × loreziana Brügger
29. Orchis × lucensis Antonetti & Bertolini
30. Orchis × macra Lindl.
31. Orchis mascula (L.) L., muški kaćun
32. Orchis militaris L., kacigasti kaćun
33. Orchis olbiensis Reut. ex Gren.
34. Orchis × orphanidesii (E.G.Camus) B.Bock
35. Orchis × palanchonii G.Foelsche & W.Foelsche
36. Orchis pallens L., bljedoliki kaćun
37. Orchis patens Desf.
38. Orchis pauciflora Ten.
39. Orchis × penzigiana A.Camus
40. Orchis × permixta Soó
41. Orchis × petterssonii G.Keller ex Pett.
42. Orchis × plessidiaca Renz
43. Orchis provincialis Balb. ex Lam. & DC., finobodljasti kaćun
44. Orchis × pseudoanatolica H.Fleischm.
45. Orchis punctulata Steven ex Lindl.
46. Orchis purpurea Huds., grimizni kaćun
47. Orchis quadripunctata Cirillo ex Ten., četverotočkasti kaćun
48. Orchis × schebestae Griebl
49. Orchis × serraniana P.Delforge
50. Orchis × sezikiana B.Baumann & H.Baumann
51. Orchis simia Lam., majmunov kaćun
52. Orchis sitiaca (Renz) P.Delforge
53. Orchis spitzelii Saut. ex W.D.J.Koch,  kratkoostrugasti kaćun
54. Orchis × spuria Rchb.f.
55. Orchis × thriftiensis Renz
56. Orchis × tochniana Kreutz & Scraton
57. Orchis troodi (Renz) P.Delforge
58. Orchis × willingiorum B.Baumann & H.Baumann
59. Orchis × wulffiana Soó

## Hrvatski nazivi i autori
- cviet Jovov, Šulek, B., 1879,
- dremovac, Šulek, B., 1879,
- gorocvit, Šulek, B., 1879,
- jaja pasja, Šulek, B., 1879,
- kaćun, Domac, R., 1994,
- mudavac, Šulek, B., 1879,
- podrimunak, Šulek, B., 1879,
- tromud, Šulek, B., 1879